# Los evadidos
Los evadidos es una película argentina de 1964, dirigida por Enrique Carreras, con guion de Sixto Pondal Ríos y protagonizada por Jorge Salcedo y Tita Merello, junto a un elenco de varias figuras destacadas. Estrenada en Buenos Aires el 14 de mayo de 1964. Ganadora del Cóndor de Plata como mejor película de 1965. Fue nominada al Oso de Oro del Festival Internacional de Cine de Berlín.

## Sinopsis
La película relaciona dos hechos reales, aunque no sucedidos simultáneamente: un gran y violento motín en la cárcel de Villa Devoto de Buenos Aires, que efectivamente sucedió en 1962, y las famosas fugas de un conocido ladrón de bancos, Jorge Eduardo Villarino, por las que recibió el mote de "el rey de las fugas". Aunque los hechos en la vida real no sucedieron simultáneamente, la película relata la fuga de Villarino, llamado en la película Julio Velarde (Salcedo), aprovechando la confusión del motín.

## Miscelánea
- Jorge Eduardo Villarino, nació en Buenos Aires el 19 de junio de 1931, aunque a veces se dice erróneamente que era uruguayo o paraguayo, debido a los documentos falsos que utilizara. Falleció en 1999 en Italia, donde estaba cumpliendo una pena y donde fue enterrado.[1]
- La película registra una de la primera aparición en imagen (antes se había presentado en radio) de Minguito Tinguitella, conocido personaje interpretado por Juan Carlos Altavista.
- Tita Merello, visitó en reiteradas ocasiones a Villarino en la cárcel para conocer mejor las características de su personaje, su esposa en la ficción. Merello y Villarino se hicieron amigos y mantuvieron la relación durante muchos años, llegando aquella a mantener a sus hijos, cuando su esposa murió en un accidente en la década de 1970. Al salir de prisión en 1975, Villarino confundió la amistad de Tita Merello y pretendió seducirla. Como respuesta ella nunca más lo volvió a ver.
- En el motín del penal de Devoto del 18 de diciembre de 1962 murieron  13 agentes penitenciarios, 23 reclusos y hubo 30  detenidos.
- Entre las viviendas que habitó Villarino se encuentra una ubicada en Bolívar 1128, en el Barrio de San Telmo de Buenos Aires, antigua vivienda palaciega de la familia Lanusse (Palacio Lanusse). En el mismo edificio vivieron también, el presidente Julio A. Roca, el exgobernador de la provincia de Buenos Aires, Antonio Cafiero y la pintora Raquel Forner. Actualmente es un punto turístico.

## Actores
- Jorge Salcedo (Julio Velarde)
- Tita Merello (Rosa, esposa de Velarde)
- Ubaldo Martínez (Don Jesús)
- Walter Vidarte (Florencio Sartori)
- Sergio Renán (Miguel Quinteros, alias "Belindo")
- Jacinto Herrera (Negro Luna)
- Mario Lozano (Carroza Schuster)
- Marcela López Rey (Amelia)
- Rodolfo Onetto (Vecino)
- Héctor Méndez (Parker 51)
- Elcira Olivera Garcés (Elvira)
- Guillermo Battaglia (Director)
- Isidro Fernán Valdez (Don Vicente)
- Mario Passano (Sacerdote)
- Nathán Pinzón (Don Benjamín Lener)
- Juan Carlos Altavista (Eusebio Carmona, alias "Fetivamente")
- Luis Mottura (Don Florencio)
- Manuel Rosón (Félix)
- Juan Bono (Dr. Magariños)
- Daniel de Alvarado (Detenido)
- Norberto Suárez (Andrés)
- Aldo Mayo (Claudio)
- Giancarlo Arena
- Carlos Víctor Andris
- Rafael Chumbita (Carcelero)
- Roberto Bordoni (Juez)
- Oscar Pedemonti (Hombre en el Jardín Zoológico)
- Luis E. Corradi
- Ricardo Greco
- Héctor Fuentes (Carcelero 2)
- Alberto Barcel (Médico)
- Carmen Giménez (Mujer en cárcel)
- Rafael Diserio (Carcelero 3)
- Claudio Lucero (Carcelero 4)
- Carlos Rivas (Locutor en TV)
- Gilberto Rey
- Juan Miguel Muñoz (Carcelero 5)

## Premios
- Premios Cóndor de Plata (1965): mejor película.
- Festival Internacional de Cine de Berlín (1964): nominada al Oso de Oro